# Invasão da Síria por Israel (2024–presente)

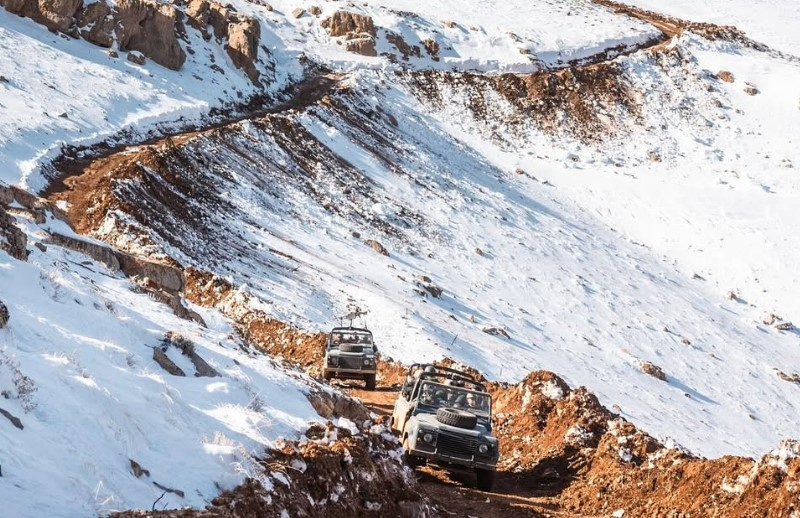
Tropas israelenses invasoras no lado sírio do Monte Hermon, dezembro de 2024.

No dia 7 de dezembro de 2024, as Forças de Defesa de Israel (IDF) iniciaram uma invasão à província de Quneitra, na Síria, após o fim da Batalha de Damasco, que levou à queda do regime ditatorial de Bashar al-Assad.

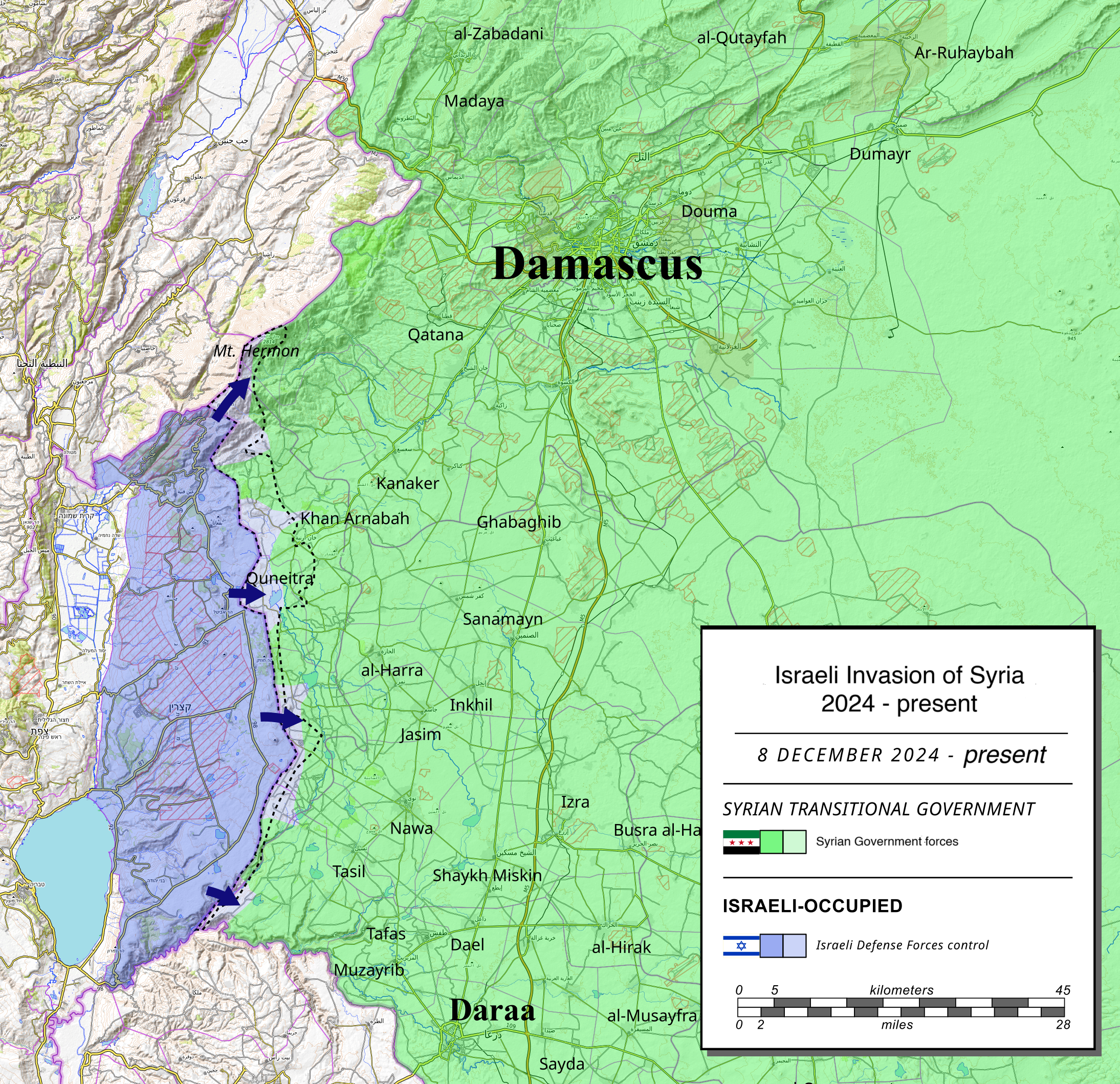
As incursões israelenses no sul da Síria.

Unidades blindadas avançaram para a zona-tampão entre a Síria e as Colinas de Golã ocupadas por Israel e invadiram assentamentos sírios, com fogo de artilharia. Foi a primeira vez em 50 anos que as forças israelenses cruzaram a cerca da fronteira síria, após acordos de cessar-fogo em 31 de maio de 1974, após a Guerra do Yom Kippur.
Objetivos militares específicos foram dados às Forças de Defesa de Israel pelo Ministro da Defesa Israel Katz em 9 de dezembro, que incluíam uma tomada completa da zona-tampão e posições próximas, a criação de uma zona de segurança que se estendesse além da zona-tampão, livre de armamento pesado e infraestrutura militar e a prevenção de rotas de contrabando de armas iranianas para o Líbano através da Síria.

## Operações terrestres

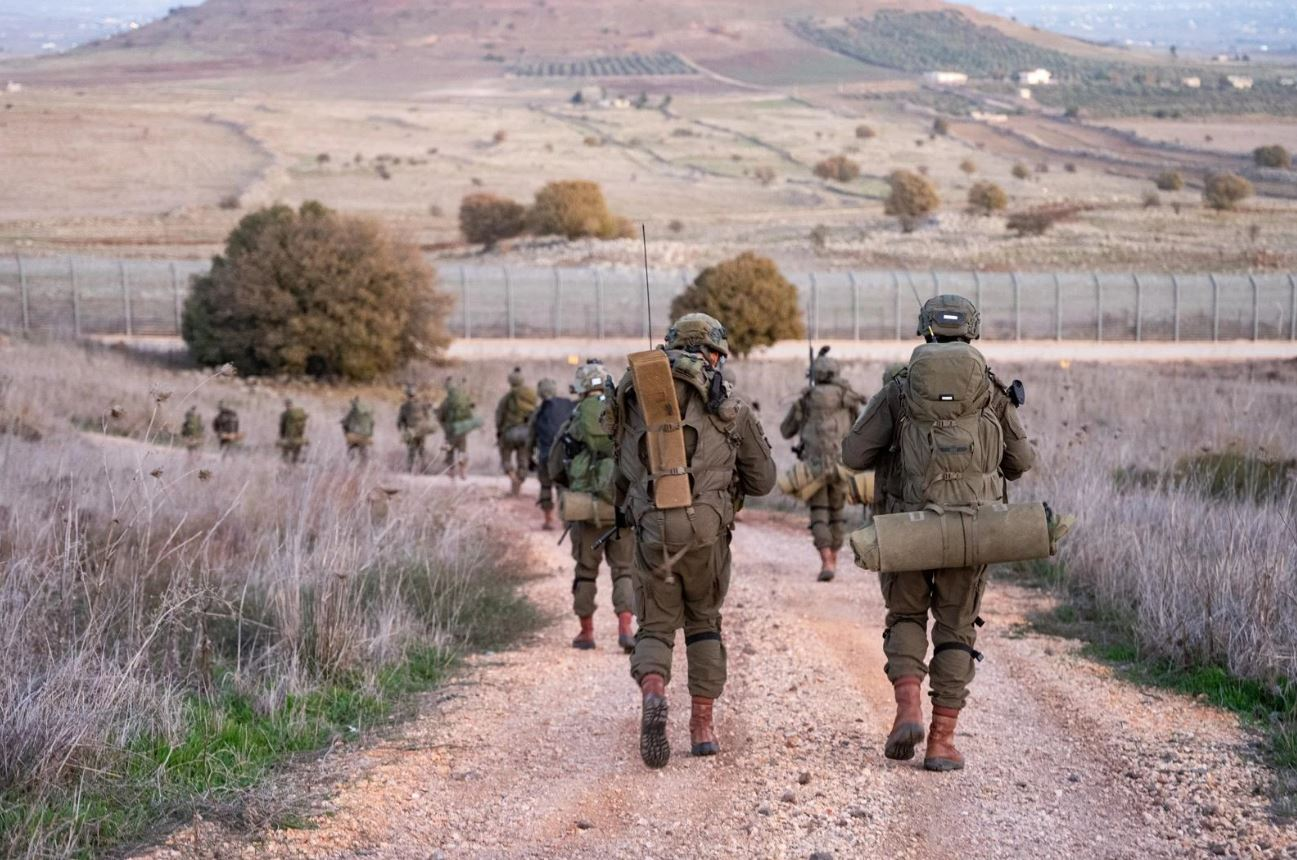
Paraquedistas israelenses avançando pelas Colinas de Golã, em dezembro de 2024.

Após os avanços das forças de oposição síria no sul em dezembro de 2024, Israel reforçou a Divisão 210 e enviou tropas adicionais às Colinas de Golã para prevenir possíveis ameaças. Quando as forças de oposição ocuparam a cidade de Hader, as Forças de Defesa de Israel avançaram mais nas Colinas de Golã para repelir um ataque a um posto da ONU na área. Em 8 de dezembro, unidades blindadas israelenses, incluindo tanques Merkava, cruzaram a cerca de fronteira estabelecida nas Colinas de Golã em operações para fortalecer a "fronteira" com a Síria. As forças israelenses entraram na província de Quneitra e em áreas como Khan Arnabah e al-Baath, declarando que a ocupação temporária era necessária para evitar a presença de forças hostis próximas à fronteira.
Durante a operação, a unidade especial Shaldag do exército israelense ocupou partes do Monte Hermon e um toque de recolher foi imposto em vilarejos como Quneitra. Relatos também indicaram tanques israelenses em aldeias como Beer Ajam e, eventualmente, até Qatana, a 26 km de Damasco. Apesar disso, autoridades israelenses negaram que as forças avançassem rumo à capital, afirmando que estavam criando uma "zona de defesa estéril" no sul da Síria para prevenir a organização de grupos terroristas. No entanto, residentes de cidades como Hader e Umm Batna foram deslocados, com tropas israelenses inspecionando completamente essas áreas.
Entre 12 e 13 de dezembro, fontes sírias relataram reuniões formais entre representantes israelenses e líderes comunitários na Bacia do Yarmouk, no sudoeste da província de Daraa. Durante essas reuniões, as forças israelenses exigiram o desarmamento completo da população local, a realização de buscas em residências e a proibição de qualquer resistência armada. Mensagens foram transmitidas por alto-falantes e drones de baixa altitude, alertando os moradores para evacuar suas residências em várias aldeias da região.
Em 20 de dezembro, os militares israelenses ocuparam mais duas aldeias sírias, Jamlah e Maaraba, e então dispararam contra sírios que protestavam contra a ocupação israelense.
Em 9 de janeiro de 2025, autoridades israelenses disseram que ocupariam "a longo prazo" uma "zona de controle" de 15 km e uma "esfera de influência" de 60 km mais adentro da Síria.

## Bombardeios aéreos

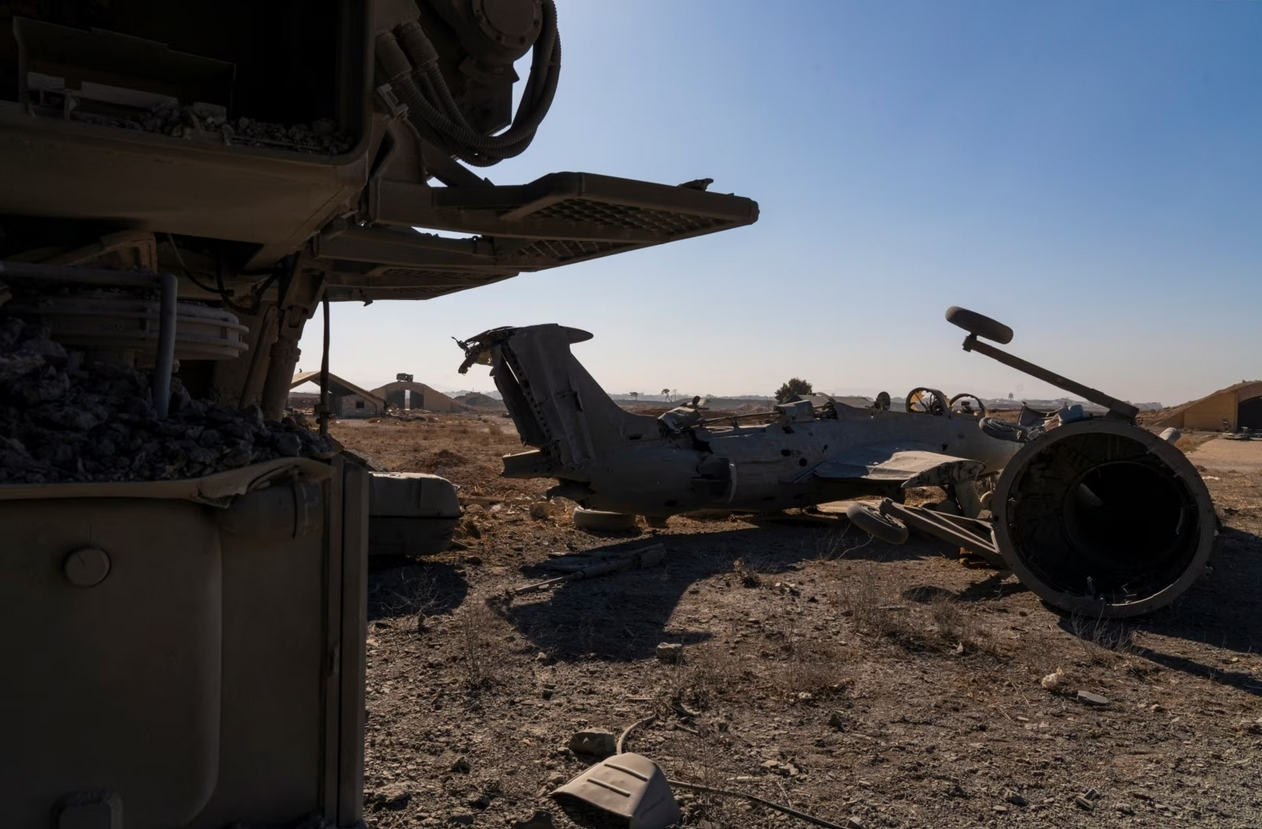
Uma aeronave e equipamentos militares sírios destruídos pelos israelenses na Base Aérea de Mezzeh.

Em 8 de dezembro de 2024, a Força Aérea de Israel realizou ataques direcionados a depósitos de armas no sul da Síria, visando impedir que ativos estratégicos, incluindo armas químicas e mísseis, caíssem nas mãos da oposição ou de grupos jihadistas. Os principais alvos incluíam estoques de gás mostarda e gás VX, mísseis Scud e sistemas de defesa aérea de fabricação russa. Além disso, ataques atingiram sedes de inteligência e alfândega em Damasco, enquanto a base aérea de Mezzeh foi fortemente bombardeada. Relatórios dos Capacetes Brancos indicaram que não houve sinais de fumaça tóxica incomum ou sufocamento de civis durante os ataques.
As operações escalaram em 9 e 10 de dezembro, com mais de 480 ataques a aeródromos, ativos navais e locais de armas estratégicas em várias regiões da Síria, incluindo Daraa, Suwayda, Lataquia e Hama. Israel destruiu uma parte significativa das forças aéreas e navais da Síria, incluindo dezenas de caças, helicópteros e pelo menos quinze embarcações navais, eliminando entre 70% e 80% do arsenal estratégico do país. Descrita como a maior operação aérea da história de Israel, a ofensiva deixou a capacidade militar da Síria severamente comprometida, com especialistas afirmando que seriam necessários décadas para reconstruir o exército nacional.